# Vécsey Tamás (jogász)
Hernádvécsei Vécsey Tamás Mátyás (Szikszó, 1839. február 24. – Budapest, 1912. április 14.) magyar jogtudós, politikus, egyetemi tanár, a Magyar Tudományos Akadémia rendes, majd tiszteleti tagja, Vécsey Tamás államtudományi doktor és gazdasági főtanácsos édesapja. A római jog elemzésének, ezen belül az Institutiók kutatásának neves tudósa volt. Nagy hangsúlyt fektetett a gyakorlatiasabb jogászképzésre. 1869 és 1881 között előbb balközép, majd szabadelvű programmal országgyűlési képviselő. 1881–1882-ben, illetve 1891–1892-ben a budapesti egyetem jogtudományi karának dékánja, 1901–1902-ben az egyetem rektora.

## Életpályája
A nemesi származású hernádvécsei Vécsey család leszármazottja. Édesapja, hernádvécsei Vécsey György (1811-1863), Abaúj vármegye tiszti főügyésze, édesanyja, Szedliczky Rozália (†1901) volt. 1856-ban kezdte meg egyetemi tanulmányait a pesti egyetem jogi karán, ahol 1860-ban végzett. Két évvel később doktori oklevelet szerzett, valamint letette az ügyvédi vizsgát. 1861-ben Eötvös Loránd nevelője lett, majd két évre rá pesti egyetemen a római jog magántanára lett. 1864-ben az eperjesi jogakadémia tanára volt. Itt római jogot, közgazdaságtant és statisztikát oktatott. 1869-ben a jogakadémia mellett működő kollégium igazgatójává nevezték ki. 1874-ben visszatért a budapesti egyetemre, ahol a II. számú Római jogi tanszéken nyilvános rendkívüli tanárrá, majd egy évvel később nyilvános rendes tanárrá nevezték ki. Ezen az egyetemen tanított haláláig. 1881–1882-ben, illetve 1891–1892-ben az egyetem jogtudományi karának dékánja, 1901–1902-ben pedig az egyetem rektora volt.
1881-ben a Magyar Tudományos Akadémia levelező, 1889-ben rendes tagjává választották. 1911-ben az Akadémia tiszteleti tagjává választották. 1878-ban a Magyar Jogászegylet alelnöke lett. Emellett a Magyar Történelmi Társulat igazgatóságának választmányi tagja, valamint 1906-ban a cataniai egyetem római jogi intézetének tiszteletbeli tagja lett. Részt vett kora politikai életében is: 1869-ben balközép programmal országgyűlési képviselővé választották a késmárki kerületben, majd 1875-ben szabadelvű programmal a nagyszentmiklósi választókerületben. Az Országgyűlésnek 1881-ig volt tagja. Ezenkívül az evangélikus egyházi élet aktív résztvevője volt: egyházkerületi főjegyző, később konventi és zsinati képviselő, valamint egyházmegyei gondnok is volt.

## Házassága és gyermekei
1875. február 8-án Budapesten, a Kálvin téri református templomban feleségül vette a nála 16 évvel fiatalabb técsői Móricz Margit (Nagyvárad, 1855–Penc, 1938. november 24.) úrhölgyet, akinek a szülei técsői Móricz Pál (1826-1903), országgyűlési képviselő, földbirtokos, és mezőtelegdi Miskolczy Borbála (1833-1913) asszony voltak. Vécsey Tamás és técsői Móricz Margit házasságából született:
- hernádvécsei Vécsey Tamás (1875-1930) államtudományi doktor, birtokos gazda, királyi gazdasági főtanácsos. Neje, békássi Békássy Mária volt.
- hernádvécsei dr. Vécsey Kálmán.
- hernádvécsei Vécsey Margit. Férje, nemes Koós Elemér.
- hernádvécsei Vécsey Ilona. Férje, nemes Magyary Dezső.

## Munkássága
Fő kutatási területe a római jog és az Institutiók elemzése és értelmezése volt, emellett a jogászképzés kérdéseivel is foglalkozott. A történeti jogi iskola képviselője volt. Munkássága során számos tanulmányt tett közzé a római jog egyes részterületeinek értelmezéséről, valamint számos forrástanulmányt publikált és látott el magyarázatokkal. Vécsey volt az első jogtudós, aki a római jog magyarországi hatásával is foglalkozott. Kimutatta, hogy a Corpus inscriptionum latinarum nevű latin nyelvű feliratos emlékek jelentős része Magyarország területéről származik. Több tanulmányt írt a jogászképzéssel kapcsolatban, amelyekben állást foglalt a gyakorlatiasabb jogászképzés mellett. Jogeseteket tartalmazó munkákat is írt. Foglalkozott neves római jogtudósok életrajzával és munkásságával is. Nevéhez fűződik a Római Jogi Szeminárium megalapítása 1887-ben. 1900-ban, Pauler Tivadar igazságügy-minisztersége alatt részt vett a polgári törvénykönyv tervezetének kidolgozásában.
Az Eötvös Loránd Tudományegyetem Állam- és Jogtudományi Kara Vécsey tiszteletére róla nevezte el az Egyetem téri főépület VIII. számú előadótermét (Vécsey Auditorium).

## Főbb munkái
- Római jogtan (Eperjes, 1867, 1868)
- A fogyasztási egyletek (1870)
- Római családi jog (1875)
- Lucius Ulpius Marcellus (1882)
- Aemilius Papinianus pályája és művei (1884)
- A római jog külső története és institutiói (1886, hetedik kiadás 1907)
- Sextus Caecilius Africanus (1889)
- Justinianus „Omnem Reipublicae” kezdetű rendelete a jogi oktatás tárgyában (1890)
- A jogi szakoktatás reformja (1889)
- Széchenyi és a magyar magánjog (1895)
- A XII táblás törvény töredékei (1900)
- Jogesetek (1901)
- Adalék a magyar Corpus Juris történetéhez (1902)
- A Hármaskönyv, majd a Magyar Törvénytárhoz csatolva volt Régi Jogszabályok (1903)
- Exegeticum. Válogatott helyek a Digestákból magyarázatokkal (1905)
- Jánok és az 1569:58. T.-czikk (1911)